# 山田憲昭
山田 憲昭（やまだ のりあき、1951年〈昭和26年〉10月8日 - 2023年（令和5年）3月10日）は、日本の政治家。位階は従四位。
石川県白山市長（3期）、石川県議会議員（5期）、石川郡吉野谷村長（2期）、吉野谷村議会議員（2期）などを歴任した。

## 来歴
石川県石川郡吉野谷村出身。1975年（昭和50年）3月、金沢工業大学土木工学科卒業。
1983年（昭和58年）4月、吉野谷村議会議員に初当選。2期つとめたのち、1988年（昭和63年）に吉野谷村長に初当選した。
1995年（平成7年）4月、石川県議会議員に初当選。県議時代は自由民主党に所属した。2012年（平成24年）3月23日、石川県議会議長に就任。
2014年（平成26年）11月16日に行われた白山市長選挙に立候補。現職の作野広昭との一騎打ちを制し初当選した。選挙の結果は以下のとおり。
※当日有権者数：89,454人 最終投票率：60.96%（前回比：pts）
| 候補者名 | 年齢 | 所属党派 | 新旧別 | 得票数   | 得票率 | 推薦・支持 |
| -------- | ---- | -------- | ------ | -------- | ------ | ---------- |
| 山田憲昭 | 63   | 無所属   | 新     | 30,355票 | 56.28% |            |
| 作野広昭 | 57   | 無所属   | 現     | 23,578票 | 43.72% |            |

2018年（平成30年）11月の市長選挙では無投票再選。2022年（令和4年）11月の市長選挙は前回に続いて無投票し、3選した。
しかし、3期目任期開始後の同年12月に胆管炎のため金沢市の金沢大学附属病院に入院。2023年（令和5年）1月に公立松任石川中央病院へ移り、同病院から市役所に通っていた。その後、同年2月28日の市議会で提案理由の説明中に貧血の症状で議場で倒れ退出し、健康状態が心配された。同年3月6日午前、市役所の特別応接室から市長室に歩いて移動する際に廊下で転倒し、公立松任石川中央病院に緊急搬送された。脳挫傷との診断が下り、直後は意識があったものの同日夜より容態が急変し意識が混濁とした状態となったため「当分の間、市長の公務復帰が難しいと判断」し、横川祐志副市長が市長の職務代理を務めることとなった。しかし回復することなく、同月10日5時、死去した。71歳没。
白山市選挙管理委員会は市長死去に伴う後任を決める市長選挙について、統一地方選挙の臨時特例法に基づき、第20回統一地方選挙後半戦となる4月16日告示、同月23日投開票で執行することを決めた。
日本政府は3月22日の閣議に於いて公共に対する顕著な功績及び地方自治への貢献などを多として、死没日付をもって従四位に叙し、旭日中綬章を追贈した。

## 市政
- 2020年（令和2年）12月18日、市議会全員協議会で田代敬子が、LGBTなど性的少数者のカップルが婚姻に相当する関係にあると認める「パートナーシップ宣誓制度」について質問。山田は「来年度内に導入したい。他自治体の事例も参考に、条例の整備を進めていきたい」と答弁した[12]。2021年（令和3年）12月10日、制度運用開始[13]。